# Magda Willi
Magda Willi (* 1978 in Zürich) ist eine Schweizer Bühnen- und Kostümbildnerin.
Sie studierte 1999–2003 Bühnen- und Kostümbild am Central Saint Martins College of Art and Design in London, anschliessend arbeitete sie an der Schaubühne am Lehniner Platz, ab 2004 als Bühnenbildassistentin, dann 2005–2008 in Festanstellung. Ihre Tätigkeit als freie Bühnen- und Kostümbildnerin begann 2008. Seither war Schillers Don Carlos mit ihrem Bühnenbild beim Theatertreffen (2011, Staatsschauspiel Dresden unter der Regie von Roger Vontobel), Verrücktes Blut, das erste postmigrantische Stück am Theatertreffen von Nurkan Erpulat und Jens Hillje am Ballhaus Naunynstraße war neben dem Theatertreffen auch an der Ruhrtriennale. Mit der Kinderoper Der Ring des Nibelungen unter der Regie von Maximilian von Mayenburg war sie an den Bayreuther Festspielen, zusammengearbeitet hat sie unter anderem mit Thomas Ostermeier, Sebastian Nübling, Benedict Andrews, Egill Palsson und Yael Ronen.

## Belege
1. 1 2  Lebenslauf auf der Website der Bayreuther Festspiele
2. ↑  Peter von Becker: Schiller war da Der Tagesspiegel, 13. Mai 2011, abgerufen am 20. Oktober 2012
3. ↑  Michaela Schlagenwerth : Das deutsche Theater ist zu weiß Berliner Zeitung, 12. Februar 2011, abgerufen am 20. Oktober 2012
4. ↑  Kai-Uwe Brinkmann: In "Verrücktes Blut" ist alles drin, was das Land quält RuhrNachrichten.de, 3. September 2010, abgerufen am 20. Oktober 2012

| Personendaten    | Personendaten                                 |
| ---------------- | --------------------------------------------- |
| NAME             | Willi, Magda                                  |
| KURZBESCHREIBUNG | Schweizer Bühnenbildnerin und Kostümbildnerin |
| GEBURTSDATUM     | 1978                                          |
| GEBURTSORT       | Zürich                                        |